# Die letzten Tage von Pompeji (1959)
Die letzten Tage von Pompeji (Originaltitel: Gli ultimi giorni di Pompei) ist ein Historienfilm von Mario Bonnard aus dem Jahr 1959. Der Spielfilm basiert auf dem Roman Die letzten Tage von Pompeji (Originaltitel: The Last Days of Pompeii) von Edward Bulwer-Lytton aus dem Jahr 1834. Seine Uraufführung erlebte das Werk am 12. November 1959 in Italien. In der Bundesrepublik Deutschland konnte man den Film erstmals am 22. Dezember 1959 in den Kinos sehen.

## Handlung
Der Film spielt im Jahr 79 nach Christi Geburt in der römischen Provinzstadt Pompeji am Fuße des Vesuvs. Der Centurio Glaucus Leto ist gerade von einem siegreichen Palästina-Feldzug in seine Heimatstadt zurückgekehrt und muss nun feststellen, dass sein Haus geplündert und seine nächsten Familienangehörigen ermordet worden sind. Auch viele andere vornehme römische Familien mussten das gleiche Schicksal erleiden. Alle, die Glaucus fragt, nennen als Täter eine Bande, die nach ihren Verbrechen stets ein Kreuzeszeichen hinterlässt. Die meisten Einwohner halten daher die kleine Gemeinde der Christen für schuldig. Deshalb macht die Obrigkeit Jagd auf diese Glaubensgemeinschaft und wirft alle, derer sie habhaft wird, ins Gefängnis. Zur Belustigung des dekadenten Teils der Bevölkerung sollen die Gefangenen später einmal in der Arena an Gladiatorenkämpfen teilnehmen und den Löwen zum Fraß vorgeworfen werden.
Glaucus glaubt nicht an die Schuld der Christen. Beim Oberhaupt der Stadt, dem Ädilen Ascanius, der sich gerade an seinem Sommersitz in Herculaneum aufhält, will er eine rasche Aufklärung der Überfälle einfordern. Bei seinem Ritt in diese Stadt wird er jedoch von Verbrechern überfallen und schwer verletzt. Mit letzter Kraft schafft er es, sich nach Herculaneum zu schleppen und Ascanius Bericht zu erstatten.
Glaucus’ Vertrauter Antonius entdeckt die Spur der Bande. Als deren Oberhaupt macht er den Isis-Priester Arbaces ausfindig. Anführerin ist jedoch Julia, die Gattin des Ädilen Ascanius. Als Kind war sie von römischen Soldaten aus ihrer Heimat Ägypten verschleppt und ihre ganze Familie ermordet worden. Deshalb ersann sie den Racheplan, die vornehmen römischen Familien zu vernichten. Selbst ihr eigener Mann muss mit seinem Leben dafür büßen, dass er zur Oberschicht gehört. Daraufhin bezichtigt Julia – zusammen mit dem Isis-Priester Arbaces – Glaucus des Mordes. Gemeinsam mit dem Mädchen Elena, einer Christin, die er liebt, wird er zum Tod in der Arena verurteilt.
Als Glaucus in der Arena verbissen um sein Leben kämpft, bricht plötzlich der Vesuv aus. In Todesangst flieht die Bevölkerung zum Meer. Nur wenigen ist es vergönnt, der Katastrophe zu entkommen. Zu den Glücklichen gehören Glaucus und Elena. Pompeji wird vollkommen vernichtet.

## Hintergrund
Wie schon bei Ben Hur übernahm Sergio Leone Teile der Regiearbeit, ohne offiziell als Co-Regisseur genannt zu werden. Allerdings hatte er als Second-Unit-Regisseur einen eigenen Credit, was damals sehr ungewöhnlich war. Am Drehbuch war neben Leone mit Sergio Corbucci auch ein weiterer späterer stilbildender Regisseur des Italowestern beteiligt. Enzo Barboni war Kameramann der Second Unit.

## Kritiken
- Das Lexikon des internationalen Films lobte: „Aufwendige Neuverfilmung des Romans von Bulwer-Lytton, die jenseits aller Schaueffekte und trotz einiger (für die Entstehungszeit) überdeutlicher Grausamkeiten durchaus seriös versucht, die Zeit der Christenverfolgung zu rekonstruieren.“[2]